# Toulenne
Toulenne (Tolena en gascon) est une commune du Sud-Ouest de la France, située dans le département de la Gironde (région Nouvelle-Aquitaine).
Ses habitants sont appelés les Toulennais.

## Géographie

### Localisation
Commune de l'unité urbaine de Langon située dans le vignoble des Graves, Toulenne se trouve sur la rive gauche (sud) de la Garonne, à 49 km au sud-est de Bordeaux, chef-lieu du département et à 1,4 km à l'ouest de Langon, chef-lieu d'arrondissement et de canton.

### Communes limitrophes
Les communes limitrophes en sont Langon au sud-est, Fargues au sud-ouest et Preignac au nord-ouest. Sur la rive droite (nord) de la Garonne, se trouvent Verdelais au nord et Saint-Maixant au nord-est.
| Preignac | Verdelais Rive droite | Saint-Maixant de la Garonne |
|          | Toulenne              |                             |
| Fargues  |                       | Langon                      |

### Climat
Pour des articles plus généraux, voir Climat de la Nouvelle-Aquitaine et Climat de la Gironde.
Historiquement, la commune est exposée à un climat océanique aquitain.  
En 2020, Météo-France publie une typologie des climats de la France métropolitaine dans laquelle la commune est exposée à un climat océanique et est dans la région climatique  Aquitaine, Gascogne, caractérisée par une pluviométrie abondante au printemps, modérée en automne, un faible ensoleillement au printemps, un été chaud (19,5 °C), des vents faibles, des brouillards fréquents en automne et en hiver et des orages fréquents en été (15 à 20 jours).
Pour la période 1971-2000, la température annuelle moyenne est de 12,9 °C, avec une amplitude thermique annuelle de 15,2 °C. Le cumul annuel moyen de précipitations est de 836 mm, avec 11,9 jours de précipitations en janvier et 6,4 jours en juillet. Pour la période 1991-2020, la température moyenne annuelle observée sur la station météorologique la plus proche, située sur la commune de Sauternes à 6,96 km à vol d'oiseau, est de 0,0 °C et le cumul annuel moyen de précipitations est de 0,0 mm,. Pour l'avenir, les paramètres climatiques de la commune estimés pour 2050 selon différents scénarios d’émission de gaz à effet de serre sont consultables sur un site dédié publié par Météo-France en novembre 2022.

## Urbanisme

### Typologie
Au 1er janvier 2024, Toulenne est catégorisée petite ville, selon la nouvelle grille communale de densité à sept niveaux définie par l'Insee en 2022.
Elle appartient à l'unité urbaine de Langon, une agglomération intra-départementale regroupant six  communes, dont elle est une commune de la banlieue,,. Par ailleurs la commune fait partie de l'aire d'attraction de Bordeaux, dont elle est une commune de la couronne,. Cette aire, qui regroupe 275 communes, est catégorisée dans les aires de 700 000 habitants ou plus (hors Paris),.

### Occupation des sols

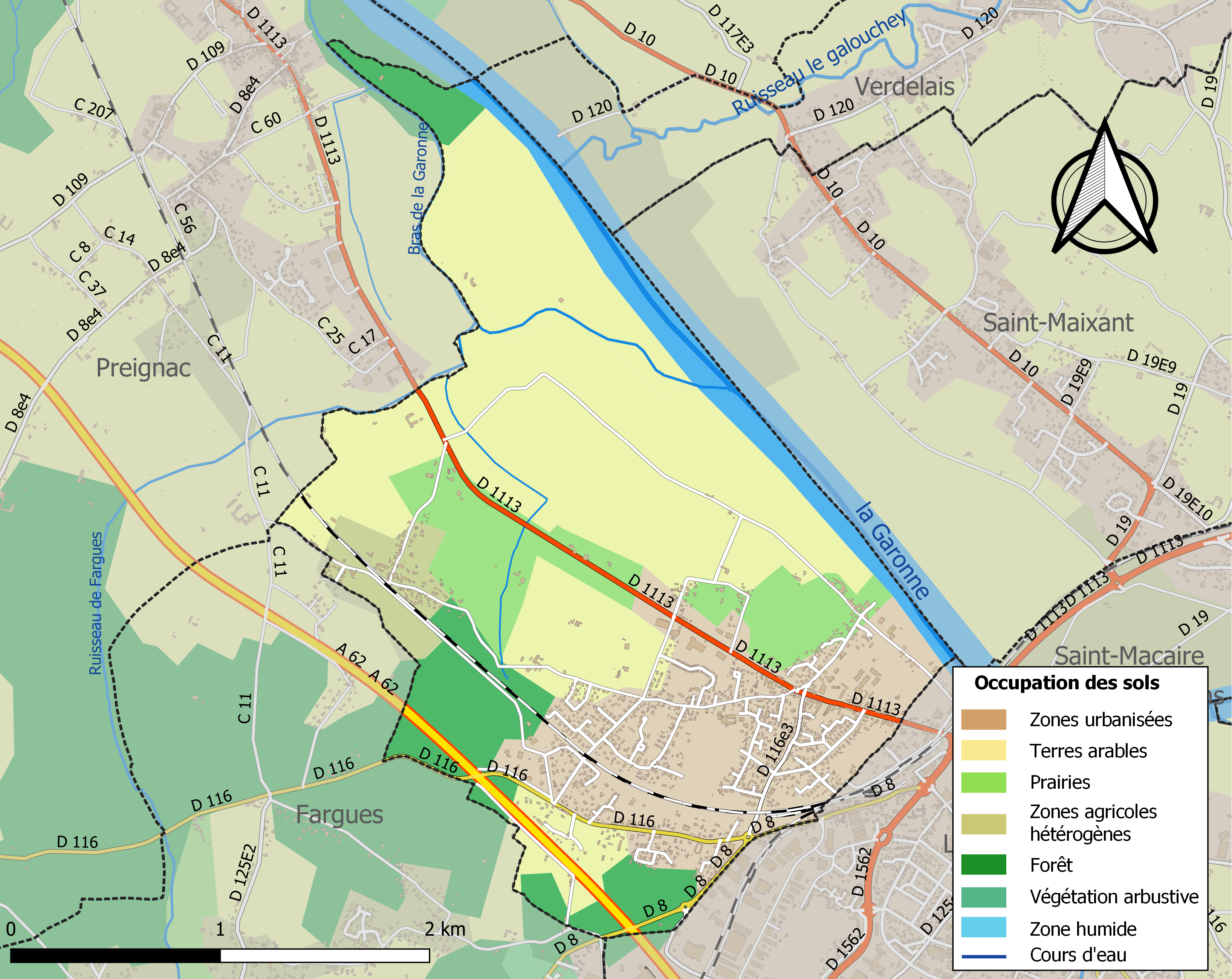
Carte des infrastructures et de l'occupation des sols de la commune en 2018 (CLC).

L'occupation des sols de la commune, telle qu'elle ressort de la base de données européenne d’occupation biophysique des sols Corine Land Cover (CLC), est marquée par l'importance des territoires agricoles (60,8 % en 2018), en diminution par rapport à 1990 (63,5 %). La répartition détaillée en 2018 est la suivante : 
terres arables (23,4 %), zones urbanisées (23,3 %), cultures permanentes (23 %), forêts (10,9 %), prairies (10,6 %), eaux continentales (4,9 %), zones agricoles hétérogènes (3,7 %), zones industrielles ou commerciales et réseaux de communication (0,1 %). L'évolution de l’occupation des sols de la commune et de ses infrastructures peut être observée sur les différentes représentations cartographiques du territoire : la carte de Cassini (XVIIIe siècle), la carte d'état-major (1820-1866) et les cartes ou photos aériennes de l'IGN pour la période actuelle (1950 à aujourd'hui).

### Voies de communication et transports
La principale voie de communication est la route départementale D1113, ancienne route nationale 113, qui mène à Preignac au nord-ouest et au-delà vers Bordeaux et à Langon à l'est.

L'autoroute la plus proche est l'autoroute A62 dont l'accès  3 Langon est distant de 1,5 km vers le sud.

L'accès  Bazas à l'autoroute A65 (Langon-Pau) se situe à 14 km vers le sud.
La gare SNCF la plus proche est celle de Langon sur la ligne Bordeaux-Sète du TER Nouvelle-Aquitaine distante de 1,1 km vers l'est.

### Risques majeurs
Le territoire de la commune de Toulenne est vulnérable à différents aléas naturels : météorologiques (tempête, orage, neige, grand froid, canicule ou sécheresse), inondations et séisme (sismicité très faible). Un site publié par le BRGM permet d'évaluer simplement et rapidement les risques d'un bien localisé soit par son adresse soit par le numéro de sa parcelle.
Certaines parties du territoire communal sont susceptibles d’être affectées par le risque d’inondation par débordement de cours d'eau, notamment la Garonne et le ruisseau le Galouchey. La commune a été reconnue en état de catastrophe naturelle au titre des dommages causés par les inondations et coulées de boue survenues en 1982, 1983, 1991, 1992, 1995, 1997, 1999, 2009, 2020 et 2021,.

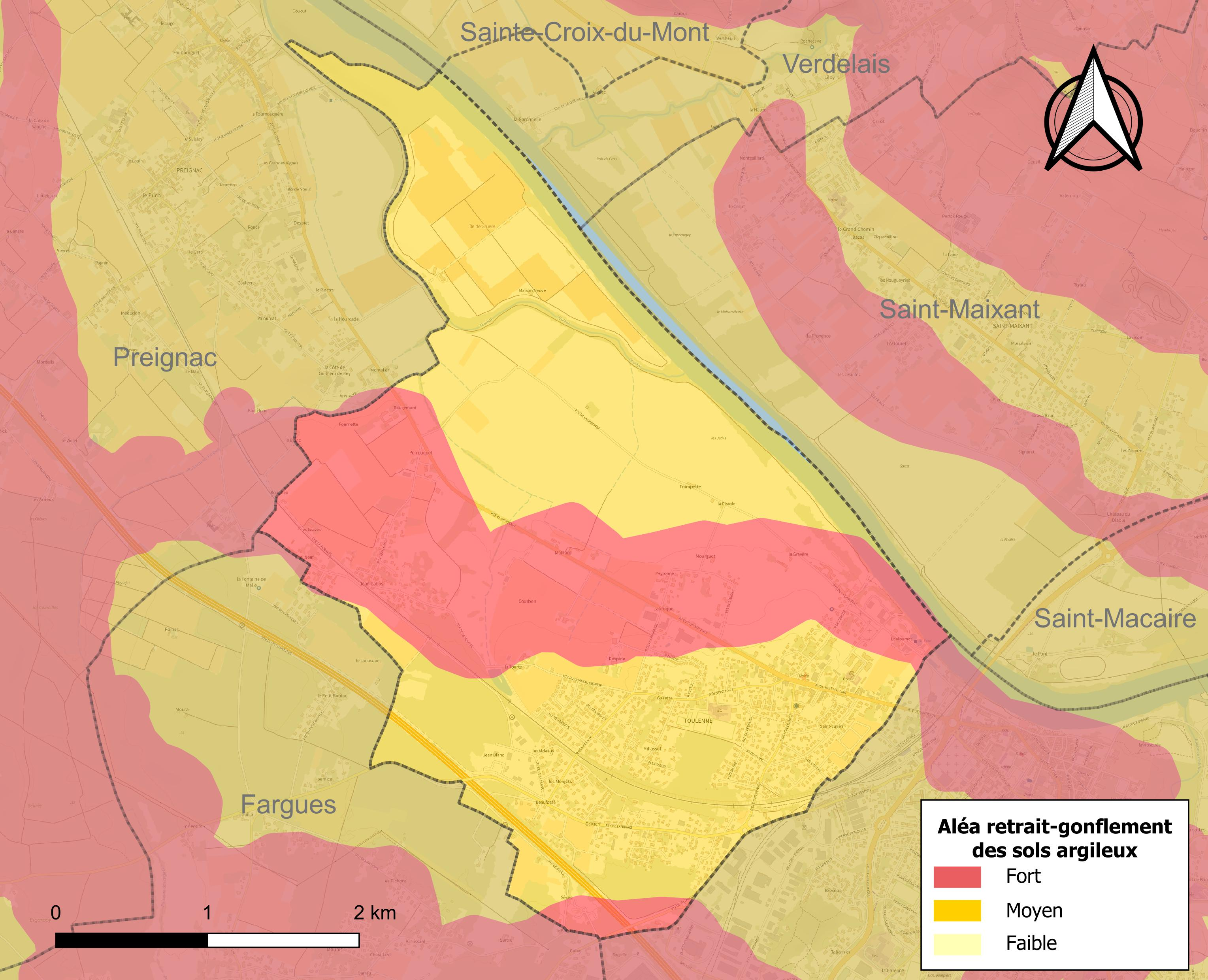
Carte des zones d'aléa retrait-gonflement des sols argileux de Toulenne.

Le retrait-gonflement des sols argileux est susceptible d'engendrer des dommages importants aux bâtiments en cas d’alternance de périodes de sécheresse et de pluie. La totalité de la commune est en aléa moyen ou fort (67,4 % au niveau départemental et 48,5 % au niveau national). Sur les 1 088 bâtiments dénombrés sur la commune en 2019, 1 088 sont en aléa moyen ou fort, soit 100 %, à comparer aux 84 % au niveau départemental et 54 % au niveau national. Une cartographie de l'exposition du territoire national au retrait gonflement des sols argileux est disponible sur le site du BRGM,.
Concernant les mouvements de terrains, la commune a été reconnue en état de catastrophe naturelle au titre des dommages causés par la sécheresse en 2003, 2015 et 2017 et par des mouvements de terrain en 1999.

## Toponymie
L'origine n'est pas certaine mais pourrait venir du latin tholum "voûte" + -ena.

## Histoire
L’origine du nom de la commune viendrait des mots celte tol signifiant impôt et lane désignant un chemin. Toulenne serait ainsi un lieu où étaient perçus des droits de passage.
Pour l'état de la commune au XVIIIe siècle, voir l'ouvrage de Jacques Baurein.
À la Révolution, la paroisse Saint-Saturnin de Toulenne forme la commune de Toulenne.

## Politique et administration
| Période                                  | Période   | Identité           | Étiquette | Qualité         |
| ---------------------------------------- | --------- | ------------------ | --------- | --------------- |
| mars 1971                                | juin 1995 | Claude Gaubert     | PS        |                 |
| juin 1995                                | mars 2001 | Pierre Martin      | PS        |                 |
| mars 2001                                | mars 2008 | Jean-Claude Rouxel | PS        |                 |
| mars 2008                                | En cours  | Christian Daire    | PS        | Cadre supérieur |
| Les données manquantes sont à compléter. |           |                    |           |                 |

### Communauté de communes
Le 1er janvier 2014, la communauté de communes du Pays de Langon ayant été supprimée, la commune de Toulenne s'est retrouvée intégrée à la communauté de communes du Sud Gironde siégeant à Mazères.

## Démographie
L'évolution du nombre d'habitants est connue à travers les recensements de la population effectués dans la commune depuis 1793. Pour les communes de moins de 10 000 habitants, une enquête de recensement portant sur toute la population est réalisée tous les cinq ans, les populations de référence des années intermédiaires étant quant à elles estimées par interpolation ou extrapolation. Pour la commune, le premier recensement exhaustif entrant dans le cadre du nouveau dispositif a été réalisé en 2008.

En 2022, la commune comptait 2 860 habitants, en évolution de +12,2 % par rapport à 2016 (Gironde : +6,91 %, France hors Mayotte : +2,11 %).
| 1793 | 1800 | 1806 | 1821 | 1831 | 1836 | 1841 | 1846 | 1851 |
| ---- | ---- | ---- | ---- | ---- | ---- | ---- | ---- | ---- |
| 600  | 515  | 583  | 635  | 673  | 658  | 758  | 789  | 784  |

| 1856 | 1861 | 1866 | 1872 | 1876 | 1881 | 1886 | 1891 | 1896 |
| ---- | ---- | ---- | ---- | ---- | ---- | ---- | ---- | ---- |
| 780  | 780  | 816  | 763  | 798  | 801  | 817  | 813  | 816  |

| 1901 | 1906 | 1911 | 1921 | 1926 | 1931 | 1936 | 1946 | 1954 |
| ---- | ---- | ---- | ---- | ---- | ---- | ---- | ---- | ---- |
| 792  | 768  | 725  | 679  | 713  | 702  | 702  | 666  | 717  |

| 1962 | 1968  | 1975  | 1982  | 1990  | 1999  | 2006  | 2008  | 2013  |
| ---- | ----- | ----- | ----- | ----- | ----- | ----- | ----- | ----- |
| 800  | 1 046 | 1 104 | 1 743 | 1 839 | 1 994 | 2 405 | 2 566 | 2 555 |

| 2018  | 2022  | - | - | - | - | - | - | - |
| ----- | ----- | - | - | - | - | - | - | - |
| 2 730 | 2 860 | - | - | - | - | - | - | - |

## Lieux et monuments
- L'église néogothique Saint-Saturnin a été reconstruite en 1833 sur la base d'une nef datant du XIIe siècle[29] : un porche à deux entrées, surmonté d'un clocher, a été ajouté au corps du bâtiment roman mais les deux accès de ce porche ne communiquent pas avec la nef de l'église.

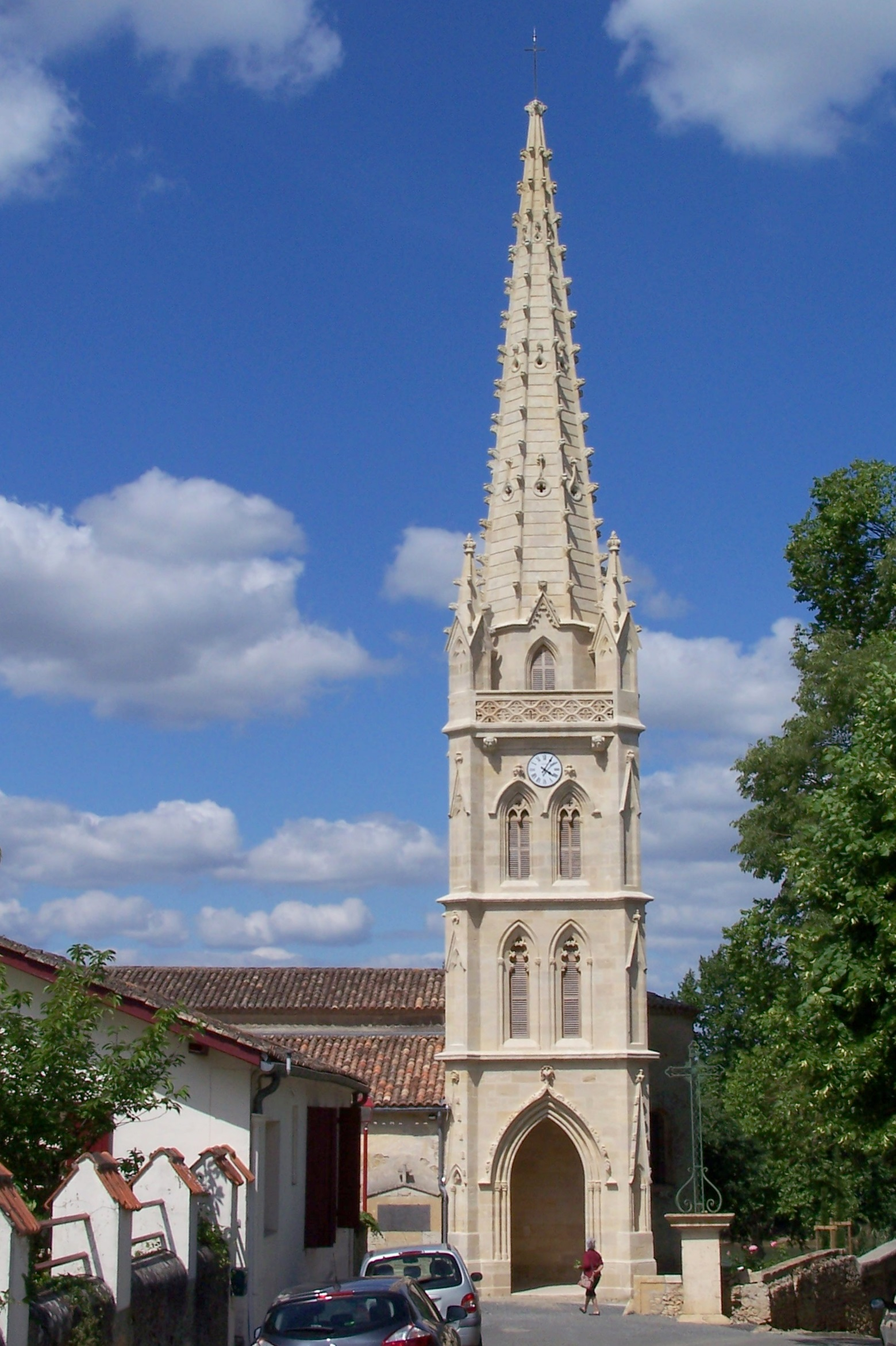
L'église Saint-Saturnin (mai 2011)
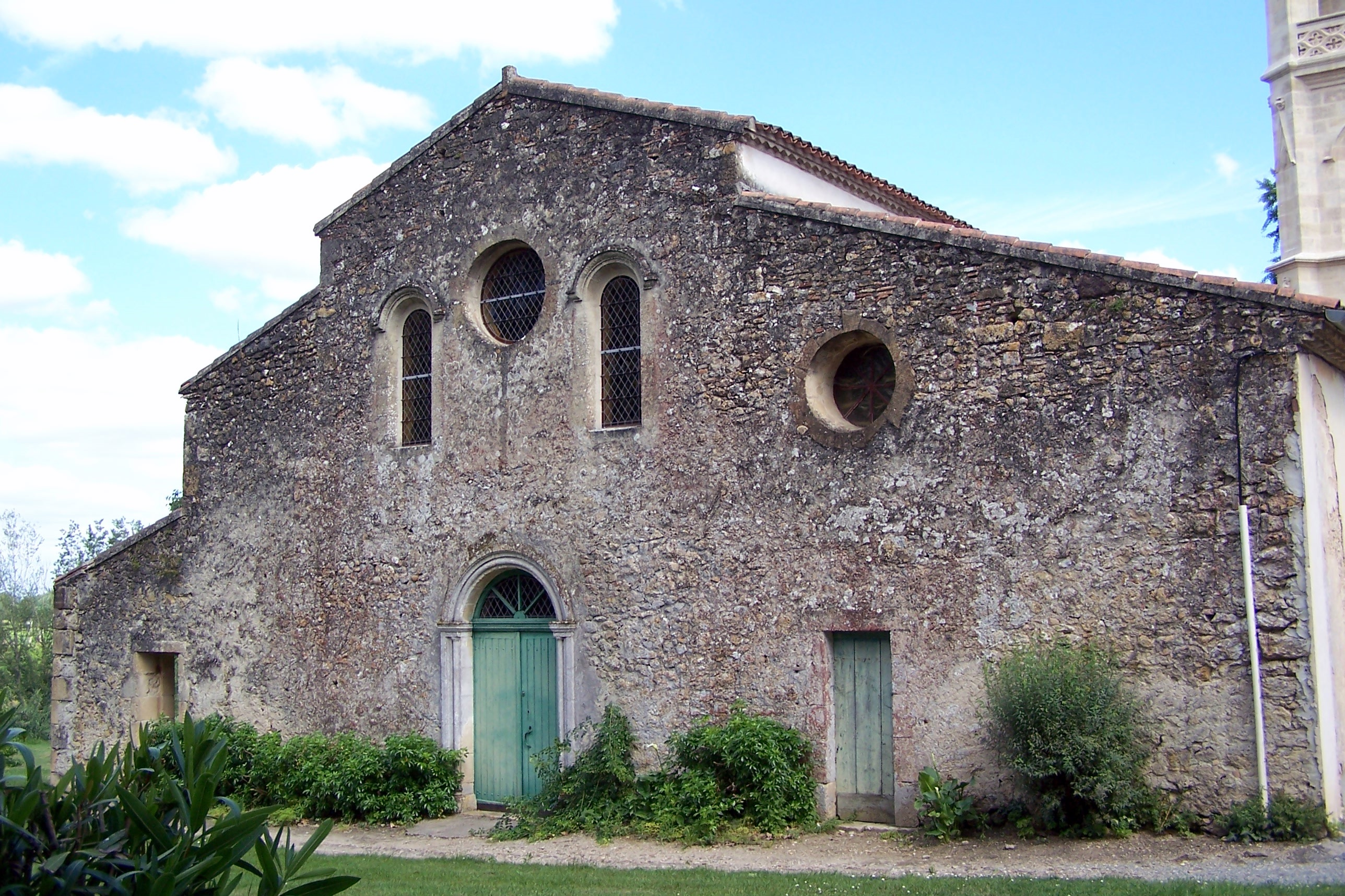
Façade ouest et portail de l'église Saint-Saturnin (mai 2011)
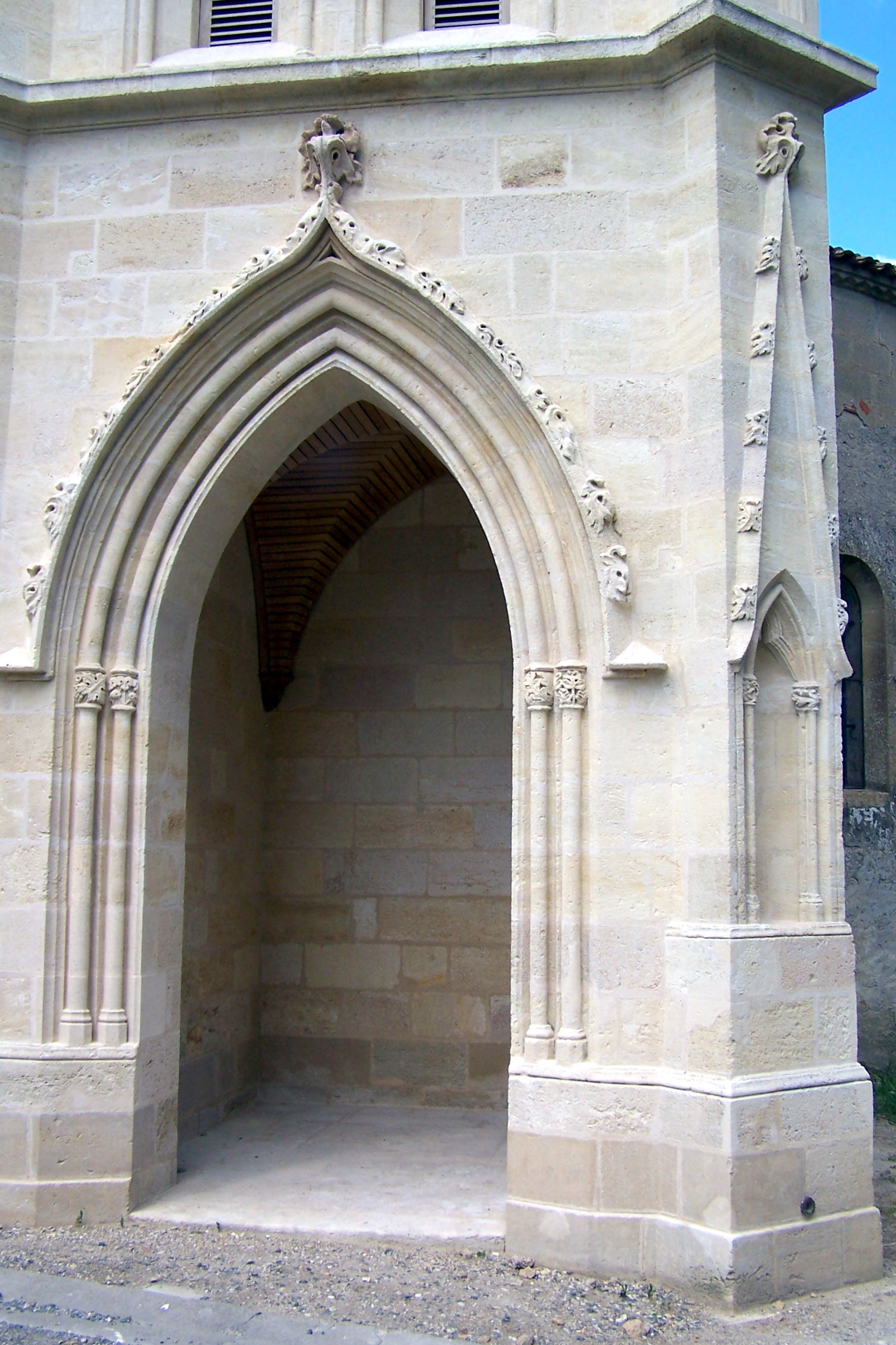
Faux porche néogothique au pied du clocher (mai 2011)
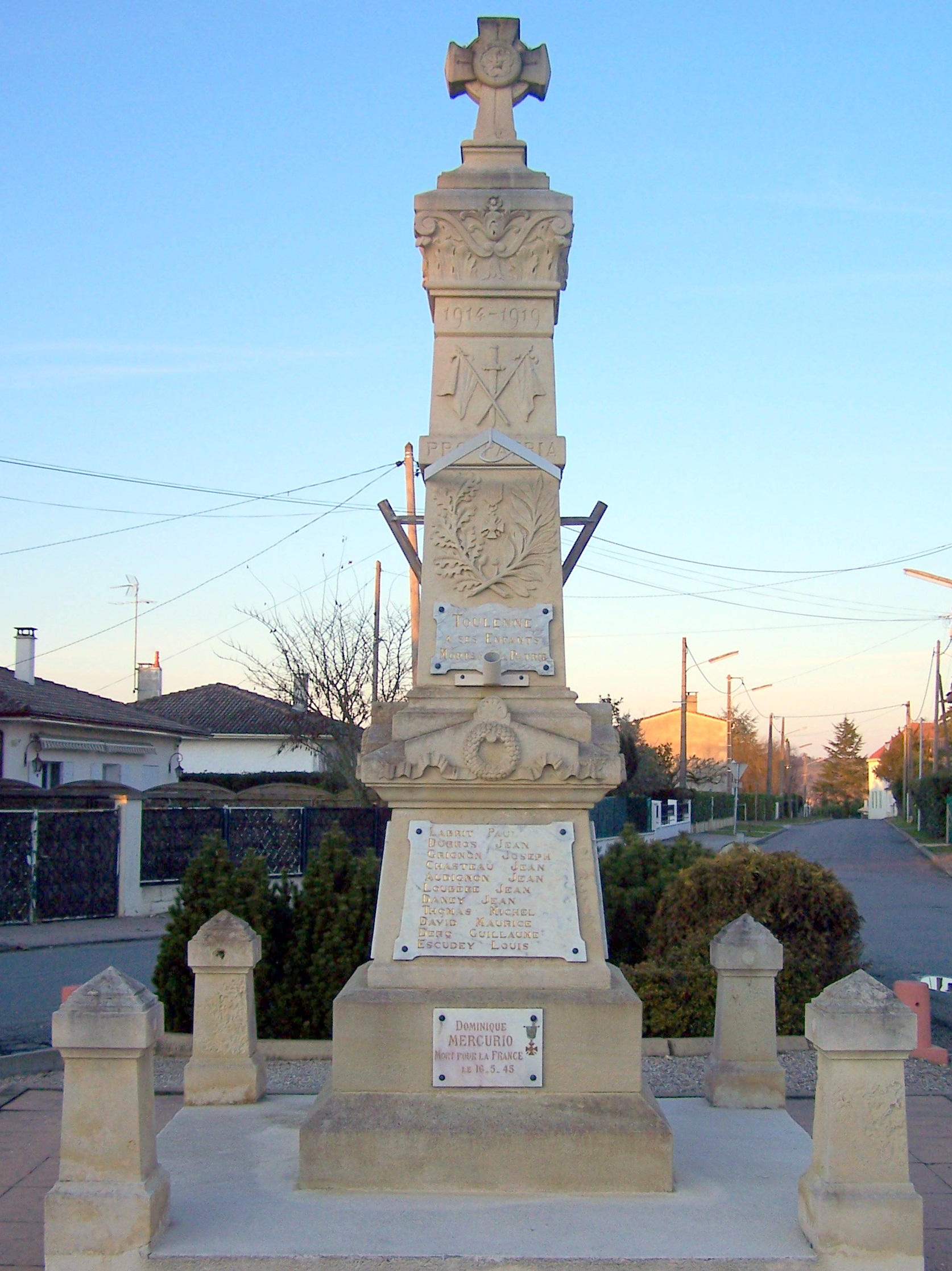
Le monument aux morts sur une place près de la mairie (mars 2010)

## Vie locale
Poste, école primaire publique, école primaire des gens du voyage créée en septembre 1984 (terrain d'accueil en 1980), maison de retraite, crèches, gîtes.

## Personnalités liées à la commune
- Colette Besson championne olympique aux Jeux olympiques d'été de 1968 à Mexico en course 400 m.
- Chantal Broca concurrente du Tour de France avec Jeannie Longo.